# 太東町
太東町（たいとうまち）は、千葉県夷隅郡にかつて存在した町である。

## 地理
- 旧岬町、現在のいすみ市の北部に位置する。
- 町域の山がちな地形が多い。
- 町は夷隅川の河口に位置している。
- 町は太平洋に面しており、太東岬がある。

## 歴史
町名は町の東にある太東岬の由来する。

### 沿革
- 1899年（明治32年）12月13日 - 房総鉄道（現在の外房線）一ノ宮 - 大原間が開業。
- 1953年（昭和28年）5月18日 - 国道128号が制定。
- 1954年（昭和29年）12月1日 - 長生郡太東村、夷隅郡古沢村が合併し、夷隅郡太東町を新設。
- 1961年（昭和36年）8月1日 - 長者町と合併し岬町が発足。同日太東町廃止。

### 行政区域変遷
- 変遷の年表

| 太東町町域の変遷（年表） | 太東町町域の変遷（年表） | 太東町町域の変遷（年表） |
| 年                       | 月日                     | 旧太東町町域に関連する行政区域変遷 |
| ------------------------ | ------------------------ | --- |
| 1889年（明治22年）       | 4月1日                   | 町村制施行に伴い、以下の村が発足。 - 長柄郡 - 太東村 ← 椎木村・和泉村・中原村 - 夷隅郡 - 古沢村 ← 桑田村・岩熊村・市野々村・谷上村・榎沢村 |
| 1897年（明治30年）       | 4月1日                   | 長柄郡は上埴生郡と合併し長生郡が発足。 |
| 1954年（昭和29年）       | 12月1日                  | 長生郡太東村、夷隅郡古沢村が合併し、夷隅郡太東町を新設。                                                                                   |
| 1961年（昭和36年）       | 8月1日                   | 長者町と合併し岬町が発足。太東町は消滅。                                                                                                   |
| 2005年（平成17年）       | 12月5日                  | 岬町は夷隅町・大原町と合併しいすみ市を新設。                                                                                               |

- 変遷表

| 太東町町域の変遷表 | 太東町町域の変遷表 | 太東町町域の変遷表 | 太東町町域の変遷表  | 太東町町域の変遷表 | 太東町町域の変遷表        | 太東町町域の変遷表     | 太東町町域の変遷表  | 太東町町域の変遷表       | 太東町町域の変遷表 |
| 1868年 以前        | 1868年 以前        | 1868年 以前        | 明治元年 - 明治22年 | 明治22年 4月1日    | 明治22年 - 昭和19年       | 昭和20年 - 昭和64年    | 昭和20年 - 昭和64年 | 平成元年 - 現在          | 現在               |
| ------------------ | ------------------ | ------------------ | ------------------- | ------------------ | ------------------------- | ---------------------- | ------------------- | ------------------------ | ------------------ |
| 長柄郡             |                    | 椎木村             | 椎木村              | 太東村             | 明治30年4月1日 長生郡発足 | 昭和29年12月1日 太東町 | 昭和36年8月1日 岬町 | 平成17年12月5日 いすみ市 | いすみ市           |
| 長柄郡             | 和泉村             |                    |                     | 太東村             | 明治30年4月1日 長生郡発足 | 昭和29年12月1日 太東町 | 昭和36年8月1日 岬町 | 平成17年12月5日 いすみ市 | いすみ市           |
| 長柄郡             | 中原村             |                    |                     | 太東村             | 明治30年4月1日 長生郡発足 | 昭和29年12月1日 太東町 | 昭和36年8月1日 岬町 | 平成17年12月5日 いすみ市 | いすみ市           |
| 夷隅郡             |                    | 桑田村             | 桑田村              | 古沢村             | 古沢村                    | 昭和29年12月1日 太東町 | 昭和36年8月1日 岬町 | 平成17年12月5日 いすみ市 | いすみ市           |
| 夷隅郡             |                    | 岩熊村             | 明治10年 岩熊村     | 古沢村             | 古沢村                    | 昭和29年12月1日 太東町 | 昭和36年8月1日 岬町 | 平成17年12月5日 いすみ市 | いすみ市           |
| 夷隅郡             | 勝間村             |                    | 明治10年 岩熊村     | 古沢村             | 古沢村                    | 昭和29年12月1日 太東町 | 昭和36年8月1日 岬町 | 平成17年12月5日 いすみ市 | いすみ市           |
| 夷隅郡             | 市野々村           |                    |                     | 古沢村             | 古沢村                    | 昭和29年12月1日 太東町 | 昭和36年8月1日 岬町 | 平成17年12月5日 いすみ市 | いすみ市           |
| 夷隅郡             | 谷上村             |                    |                     | 古沢村             | 古沢村                    | 昭和29年12月1日 太東町 | 昭和36年8月1日 岬町 | 平成17年12月5日 いすみ市 | いすみ市           |
| 夷隅郡             | 榎沢村             |                    |                     | 古沢村             | 古沢村                    | 昭和29年12月1日 太東町 | 昭和36年8月1日 岬町 | 平成17年12月5日 いすみ市 | いすみ市           |

## 人口・世帯

### 人口
総数 [単位： 人]
| 1954年（昭和29年） | 8,199 |

### 世帯
総数 [単位： 世帯]
| 1954年（昭和29年） | 3,434 |

## 交通

### 鉄道
- 日本国有鉄道（ → 東日本旅客鉄道）
  - ■房総東線（ → 外房線）
    - 太東駅

### 道路
- 二級国道
  - 国道128号